# Osse (rivière)
Pour les articles homonymes, voir Osse.
L'Osse est un affluent droit de la Gélise en Gascogne dans le Sud-Ouest de la France et donc un sous-affluent de la Garonne par la Baïse.

## Hydronymie
Son nom appartient à la famille des Ousse / Ourse, un thème hydronymique préceltique.

## Géographie
De 120,3 km de longueur, l'Osse prend sa source sur le plateau de Lannemezan, à hauteur de Bernadets-Debat à la limite des Hautes-Pyrénées et du Gers, département qu'elle traverse vers le nord pour se jeter dans la Gélise à la hauteur de Nérac.

### Communes et départements traversés
- Hautes-Pyrénées : Bernadets-Debat, Fontrailles
- Gers : Sarraguzan, Castex, Sadeillan, Sainte-Dode, Miélan, Bazugues, Laas, Saint-Maur, Marseillan, Bars, Monclar-sur-Losse, Montesquiou, Saint-Arailles, Riguepeu, Bazian, Caillavet, Roquebrune, Vic-Fezensac, Marambat, Mourède, Justian, Courrensan, Roques, Gondrin, Mouchan, Beaumont, Larressingle, Larroque-sur-l'Osse, Condom
- Lot-et-Garonne : Lannes, Moncrabeau, Mézin, Fréchou, Andiran, Nérac

## Principaux affluents
- Ruisseau de la Bassoue : 5,4 km
- (D) le Lizet, en amont de Saint-Arailles, 13,6 km
- La Mouliaque : 7 km
- (G) la Guiroue, en amont de Vic-Fezensac, en provenance de Saint-Christaud, 26,3 km
- Ruisseau du Gressillon : 8,3 km
- Ruisseau de la Nevère : 10,2 km

### L'Osse à Mouchan
Le module est de 2,62 m3/s. 
En période d'étiage son cours est maintenu par le barrage de Bazugues, pour des besoins d'irrigation, d'alimentation en eau potable et pour des raisons de salubrité.